# Dumitru Prunariu
Dumitru Dorin Prunariu (ur. 27 września 1952 w Braszowie) – rumuński kosmonauta, generał major lotnictwa, pierwszy Rumun w kosmosie.

## Wykształcenie i praca zawodowa
Po ukończeniu w 1971 szkoły średniej o profilu matematyczno-fizycznym rozpoczął studia na Politechnice w Bukareszcie, które ukończył w 1976 z tytułem inżyniera w specjalności lotnictwo i kosmonautyka. Po studiach pracował jako inżynier z zakładach lotniczych „IAR (Industria Aeronautică Română) – Brasov” w Braszowie. W 1977 został cywilnym inżynierem w lotnictwie wojskowym i odbył 6-miesięczny kurs w wojskowej szkole lotniczej oficerów rezerwy (Scoala Militara de ofiteri de aviatie „Aurel Vlaicu”). Pod koniec roku został wcielony do lotnictwa wojskowego armii rumuńskiej. Nastąpiło to po wstępnym zakwalifikowaniu go jako kandydata na kosmonautę.

## Udział w programie Interkosmos
W styczniu 1978 Prunariu i drugi rumuński kandydat do lotu w kosmos – pomyślnie przeszli kwalifikacje do dalszego szkolenia w Centrum Wyszkolenia Kosmonautów im. J. Gagarina w Gwiezdnym Miasteczku pod Moskwą. Obaj rozpoczęli specjalistyczne przygotowania w marcu 1978. Prunariu został przydzielony do podstawowej załogi której dowódcą był Leonid Popow. 13 maja 1981, na dzień przed zaplanowanym startem, specjalna komisja oficjalnie zatwierdziła składy załóg podstawowej i rezerwowej. Dublerami Prunariu i Popowa zostali: Jurij Romanienko oraz Dumitru Dediu. Lot kosmiczny rumuńskiego kosmonauty rozpoczął się na pokładzie statku Sojuz 40 14 maja 1981. 15 maja Sojuz połączył się ze stacją kosmiczną Salut 6, na której przebywała piąta stała załoga: Władimir Kowalonok i Wiktor Sawinych. Po zrealizowaniu wspólnych prac obejmujących m.in. eksperymenty medyczno-biologiczne, technologiczne i obserwacje astrofizyczne załoga radziecko-rumuńska powróciła na Ziemię 22 maja 1981. Była to dziewiąta załogowa misja realizowana w ramach programu Interkosmos. Prunariu został 103 kosmonautą świata.

## Po zakończeniu kariery kosmonauty

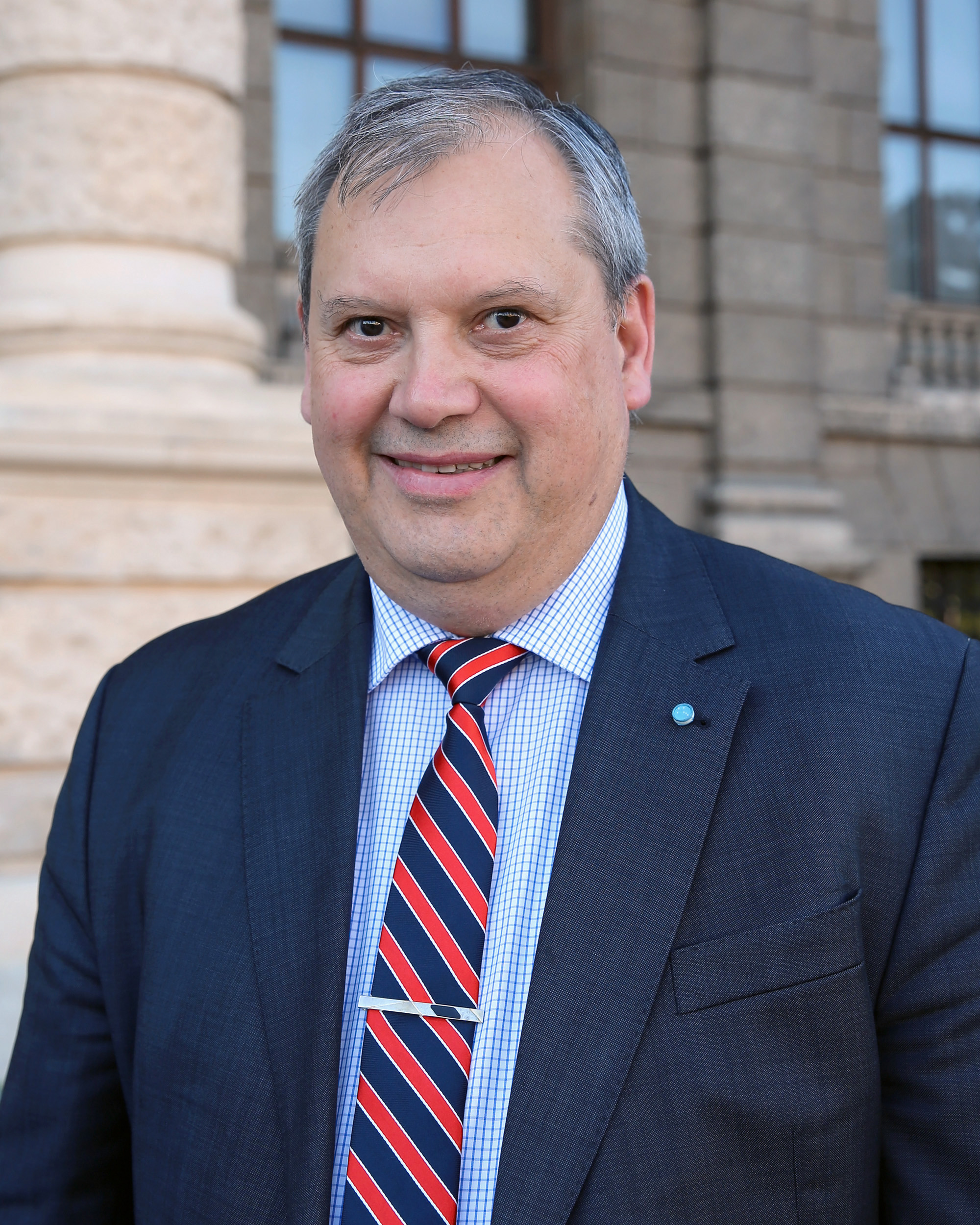
Dumitru Prunariu (2013)

Po powrocie do Rumunii został starszym inspektorem ds. lotnictwa i kosmonautyki w Ministerstwie Obrony Rumunii (funkcja ta została utworzona specjalnie dla Prunariu). Poza tym od 1981 był wykładowcą Wydziału Aerokosmicznego Politechniki w Bukareszcie. W 1985 przystąpił do Stowarzyszenia Uczestników Lotów kosmicznych (ASE – Association of Space Explorers) zrzeszającą obecnie ponad 370 astronautów z 33 krajów.
Na początku 1990 został wiceministrem transportu oraz naczelnikiem lotnictwa cywilnego.
W 1992 został członkiem Rady Rumuńskiej Agencji Kosmicznej (ROSA – Romanian Space Agency. Został też członkiem korespondentem Międzynarodowej Akademii Astronautycznej (International Academy of Astronautics) i członkiem rumuńskiego komitetu COSPAR (Committee on Space Research – Komitet do spraw Badań Przestrzeni Kosmicznej).
W okresie od 1993 do 2004 był przedstawicielem Rumunii i ASE w komitecie Organizacji Narodów Zjednoczonych ds. pokojowego wykorzystania przestrzeni kosmicznej (United Nations Committee on the Peaceful Uses of Outer Space – COPUOS). W 2004 został wybrany na dwuletnią kadencję na stanowisko przewodniczącego COPUOS.
Od 1995 został wiceprzewodniczącym rumuńskiej Fundacji EURISC działającej na rzecz integracji Rumunii z Unią Europejską.
Od 1996 przez dwie trzyletnie kadencje był członkiem Komitetu Wykonawczego ASE.
W latach 1998–2004 był przewodniczącym i dyrektorem generalnym ROSA. W 1999 obronił pracę doktorską.
Od lutego 2004 do sierpnia 2005 był ambasadorem Rumunii w Rosji.
W 2006 został przewodniczącym Rady Rumuńskiej Agencji Kosmicznej. Zaczął również pełnić obowiązki dyrektora rumuńskiego biura ds. nauki i techniki (ROST) przy Unii Europejskiej w Brukseli.
W lutym 2007 jako dwugwiazdkowy generał opuścił Ministerstwo Obrony i już jako cywil pracuje dalej na tych samych stanowiskach.
4 marca 2009 został wybrany przewodniczącym działającego przy ONZ – Komitetu do spraw Pokojowego Wykorzystania Przestrzeni Kosmicznej.

## Odznaczenia i nagrody
W 1981 po zakończonym locie otrzymał tytuły: Bohatera Socjalistycznej Republiki Rumunii oraz Bohatera Związku Radzieckiego (22 maja 1981) i medal „Złotej Gwiazdy”. Odznaczony został także Orderem Lenina.
Dekretem Prezydenta Federacji Rosyjskiej Dmitrija Miedwiediewa, № 435 z 12 kwietnia 2011, został odznaczony Medalem „Za zasługi w podboju kosmosu”.
Stowarzyszenie Uczestników Lotów Kosmicznych (Association of Space Explorers) przyznało mu Universal Astronaut Insignia za lot orbitalny (nr 103).

## Wykaz lotów
| Loty kosmiczne, w których uczestniczył Dumitru D. Prunariu.               | Loty kosmiczne, w których uczestniczył Dumitru D. Prunariu. | Loty kosmiczne, w których uczestniczył Dumitru D. Prunariu. | Loty kosmiczne, w których uczestniczył Dumitru D. Prunariu. | Loty kosmiczne, w których uczestniczył Dumitru D. Prunariu. | Loty kosmiczne, w których uczestniczył Dumitru D. Prunariu. | Loty kosmiczne, w których uczestniczył Dumitru D. Prunariu. |
| Lp.                                                                       | Data startu                                                 | Statek kosmiczny                                            | Data lądowania                                              | Statek kosmiczny                                            | Funkcja                                                     | Czas trwania                                                |
| ------------------------------------------------------------------------- | ----------------------------------------------------------- | ----------------------------------------------------------- | ----------------------------------------------------------- | ----------------------------------------------------------- | ----------------------------------------------------------- | ----------------------------------------------------------- |
| 1                                                                         | 14 maja 1981                                                | Sojuz 40                                                    | 22 maja 1981                                                | Sojuz 40                                                    | kosmonauta-badacz                                           | 7 dni 20 godzin 41 minut i 52 sekundy.                      |
| Łączny czas spędzony w kosmosie – 7 dni 20 godziny 41 minut i 52 sekundy. |                                                             |                                                             |                                                             |                                                             |                                                             |                                                             |